# Chilli con carne
Chilli con carne (španělsky chili con carne), známé též jen jako chilli, je dušený kořeněný pikantní pokrm.
Hlavními přísadami jsou mleté maso (obvykle hovězí nebo jehněčí) a chilli papričky. Některé druhy, často podle geografické polohy a pěstovaných plodin, mohou obsahovat také rajčata, cibuli, fazole, pivo a další přísady (např. skořici, hnědý cukr). Také existují vegetariánské verze, známé také jako chilli sin carne, které neobsahují maso. Název pokrmu chilli con carne pochází ze španělštiny a znamená chilli s masem. Chilli con carne je oficiálním pokrmem amerického Texasu. V Texasu je ale nazýváno pouze chili nebo Texas chili, nikoliv chilli con carne.
(V americké angličtině převládá pravopis chili, na rozdíl od britského a českého převládajícího chilli.)